# Caccia alla meteora
Caccia alla meteora (edito in Italia anche come La caccia al meteorite; titolo originale La chasse au météore) è un romanzo scritto da Jules Verne e dal figlio Michel Verne.
Il libro venne pubblicato postumo nel 1908. 

## Trama
La storia è centrata inizialmente sulla vita di due famiglie di astronomi dilettanti di Whaston (cittadina immaginaria degli USA), e sullo sconvolgimento che porta la scoperta di un nuovo corpo celeste da parte dei capifamiglia in concorrenza tra loro. Il corpo celeste è un grosso asteroide in orbita stabile intorno alla Terra, che, in seguito ad analisi spettrografiche, risulta composta d'oro. 
In seguito entra nella vicenda lo scienziato bohèmien Zefirino Xirdal, vera macchietta verniana, che attira l'asteroide sul suolo della Groenlandia con un apparecchio di sua invenzione, basato su geniali teorie d'avanguardia su materia ed energia. Lo sconvolgimento geopolitico che produce la sola esistenza di una consimile massa d'oro sul globo terrestre rischia di scatenare una guerra mondiale; questo, e la storia della lite tra le famiglie dei due scopritori del corpo celeste, sconvolge Xirdal che - con un altro apparecchio - spinge l'asteroide ancora incandescente in mare, facendolo esplodere. 
A parte il ritorno della pace tra le famiglie dei due astronomi e due matrimoni, l'unico a guadagnare qualcosa da tutta la vicenda, alla fine, sarà lo zio banchiere di Xirdal: messo al corrente dal nipote del suo progetto di far cadere l'asteroide sulla Terra, e poi dell'intenzione di distruggerlo, prima che questo sparisca in mare specula in borsa comprando a prezzi stracciati azioni delle miniere d'oro, e quindi diviene immensamente ricco.

## Elementi tipici
Alcuni elementi tipici della produzione di Verne che compaiono in questo romanzo:
- La coppia contrastata di innamorati
- Lo scienziato geniale e bizzarro, Zefirino Xirdal.
- La presenza di elementi scientifici e di pagine di spiegazioni, inframezzate alla trama. In particolare, si nota la pagina in cui l'autore riporta le (allora) bislacche teorie scientifiche che Xirdal spiega all'incuriosito zio banchiere.